# Vinterslev Skole
Vinterslev Skole var en folkeskole i Hadsten, der blev åbnet i 1880 efter stigende befolkningstal i Hadsten, blev behovet for en kommuneskole større. Nørre Galten-Vissing Kommune købte derfor et areal nord for byen, som denne skulle opføres på. Denne skole betegnes også som Vinterslev 2. Skole. Skolen blev erstattet af den nye centralskole, Hadsten Skole, i 1969, som erstattede Galten, Vissing og Vinterslev skoler. Skolen er i dag fuldstændig nedrevet, på nær den gamle førstelærerbolig, der ligger diskret midt i mellem de nye rækkehuse. 

## Electromatic
Efter skolen bygninger var blevet rømmet, blev skolen udlejet til indehaveren af elektronikvirksomheden Electromatic, Mogens Kjeldsen. Dog blev pladsforholdene hurtigt trange i den gamle skole, og Mogens Kjeldsen kontaktede derfor ejeren af den nedlagte Galten Skole. Han flyttede efterfølgende virksomheden til Galten, inden den i 1975 flyttede til den nybyggede industribygning i Neder Hadsten.

## "Vinterslev-foreningen"
I 1977 havde Mogens Kjeldsen og Electromatic imidlertid overtaget bygningerne fra kommunen, indkom der et forslag fra en lokal styregruppe, der ønskede at genåbne Vinterslev Skole som et fritidshjem eller kulturhus. Kommunen havde tidligere forsøgt at sælge ejendommen til Nørgaards Højskole, der havde fået opsagt sit lejemål hos Den jydske Haandværkerskole.
En ihærdig indsats blandt 15 unge førte til at Vinterslev Fritidshus kunne åbne den 22. oktober 1977. Torsdag den 26. januar 1978 modtog den unge initiativsgruppe Århus Stiftstidendes 18. initiativspokal, for deres store arbejde med at etablere et sted for unge, der ikke kun ville dyrke sport og gå på værtshus.

### Hærværks-sagen
Fra den 1. november 1979 havde Vinterslev Skole fået en ny ejer. I 1978 havde den nye ejer, Ib Behr, været på besøg for at besigtige ejendommen inden køb, og skrev derefter under på en købsaftale til overtagelse den 1. november 1979. Dette gav og Vinterslev-foreningen et ultimatum, hvilket betød at ejendommen skulle tømmes inden denne dato. Da dagen så kom til den 1. november, var ejendommen ganske nok tømt for unge mennesker, men flere steder var bygningerne udsat for groft hærværk. Selvom bygningerne stod til at blive nedrevet, valgte direktør i Electromatic at indgive en politianmeldelse.

## Fodnoter
1. 1 2 3  Jensen, Børge (1994). Hadsten i 300 år. Hadsten Bogtryk. ISBN 87-981556-1-4. {{cite book}}: |access-date= kræver at |url= også er angivet (hjælp); Tjek |isbn=: checksum (hjælp)
2. ↑  Elevskriftet 1964 Arkiveret 6. marts 2016 hos  Wayback Machine - nørgårdsgamleelver.dk
3. ↑  Århus Stiftstidende (8. okotber 1977). "Vinterslev-projektet starter om to uger med officiel åbningsdag" (avisudklip). {{cite news}}: |access-date= kræver at |url= også er angivet (hjælp); |format= kræver at |url= også er angivet (hjælp); Tjek datoværdier i: |date= (hjælp)
4. ↑  Århus Stiftstidende (8. januar 1978). "15 unges idé belønnet" (avisudklip). {{cite news}}: |access-date= kræver at |url= også er angivet (hjælp); |format= kræver at |url= også er angivet (hjælp)
5. ↑  Århus Stiftstidende (november 1979). "Eventyret der fik en trist afslutning" (avisudklip). {{cite news}}: |access-date= kræver at |url= også er angivet (hjælp); |format= kræver at |url= også er angivet (hjælp)
6. ↑  Århus Stiftstidende (november 1979). "Electromatic-direktør: Vi har været alt for flinke" (avisudklip). {{cite news}}: |access-date= kræver at |url= også er angivet (hjælp); |format= kræver at |url= også er angivet (hjælp)

|  | Denne artikel kan blive bedre, hvis der indsættes geografiske koordinater Denne artikel omhandler et emne, som har en geografisk lokation. Du kan hjælpe ved at indsætte koordinater i wikidata. |